# Stefan Heltman
Stefan Heltman (ur. 4 października 1886 w Zamościu, zm. 20 września 1937 w Moskwie) – polski polityk socjalistyczny i komunistyczny, agronom, publicysta, komisarz rolnictwa oraz wieloletni członek władz partyjnych i państwowych Białoruskiej SRR.

## Życiorys
Urodził się w polskiej rodzinie inteligenckiej w Zamościu. Uczył się w gimnazjum w Radomiu, a w 1905 rozpoczął studia na Wydziale Filozoficznym i Przyrodniczo–Agronomicznym Uniwersytetu Jagiellońskiego.
W latach 1903–1905 przewodził nielegalnym stowarzyszeniom gimnazjalnym związanym z Polską Partią Socjalistyczną. Redagował młodzieżowe pismo lewicowe „Głos”. Był członkiem Związku Młodzieży Socjalistycznej, a od 1908 do 1910 należał do PPS-Lewicy oraz kierował młodzieżową organizacją „Spójnia” w Krakowie.
W 1912 podjął pracę nauczyciela w Gołotczyźnie pod Ciechanowem, pracował też jako agronom na Podlasiu oraz w Wileńskim Towarzystwie Rolniczym. W czasie I wojny światowej znalazł się w Mińsku, gdzie wszedł w skład Polskiego Towarzystwa Pomocy Ofiarom Wojny. Po rewolucji lutowej i obaleniu caratu w 1917 został członkiem SDPRR(b). Redagował wychodzącą w Mińsku socjalistyczną gazetę „Polska Prawda”. W wyborach w czerwcu 1917 uzyskał mandat radnego Rady Miejskiej w Mińsku z list Polskiego Zjednoczenia Socjalistycznego, które uzyskało 8% głosów w skali miasta, stanowiąc konkurencję dla narodowo-demokratycznego Polskiego Komitetu Wyborczego.
Jako aktywny działacz ruchu bolszewickiego był członkiem Komitetu Wykonawczego Rady Delegatów Żołnierskich i Robotniczych w Mińsku. W grudniu 1917 objął funkcję komisarza ds. polskich Obwodu i Frontu Zachodniego. Od marca do listopada 1918 więziony przez Niemców w obozie w Havelbergu. Po zwolnieniu został w 1919 mianowany wicekomisarzem rolnictwa i leśnictwa Litewsko-Białoruskiej Socjalistycznej Republiki Radzieckiej. W 1920 kierował Wydziałem Rolnym w Tymczasowym Komitecie Rewolucyjnym Polski. Od 1921 do 1924 pełnił urząd sekretarza Biura Polskiego KC RKP(b). Stał na czele Ludowego Komisariatu Rolnictwa Białoruskiej SRR (1924–1925), był również przewodniczącym Rady Gospodarczej Białoruskiej SRR odpowiadając za plan gospodarczy, oraz wiceprzewodniczącym SNK Białoruskiej SRR. W latach trzydziestych pracował w ludowych komisariatach Białoruskiej SRR.
W 1925 objął posadę rektora Komunistycznego Uniwersytetu Białoruskiej SRR im. Włodzimierza Lenina. Dwa lata później został szefem oddziału polskiego Instytutu Kultury Białoruskiej.
Był aktywnym członkiem Komunistycznej Partii Białorusi, zasiadał w jej Komitecie Centralnym (1924–1929). Wchodził w skład CKW Białoruskiej SRR (1924–1929), będąc członkiem jego prezydium (1926–1929). 
Jest autorem kilku prac naukowych, m.in. „Chłopskie partactwo czy gospodarka społeczna. Sprawa polska podczas rewolucji” (Mińsk–Moskwa 1920), „Nacjonalizacja ziemi na Białej Rusi” (1920) i „Robotnik polski w Rewolucji Październikowej na Białorusi” (Mińsk 1927). Jego przedmowa do książki-zbioru dokumentów „Rok 1863 na Mińszczyźnie” wydanego w 1927 stała się pretekstem do nagonki przeciwko autorowi i oskarżeń o nacjonal-bolszewizm.
W czasie „wielkiej czystki” 5 kwietnia 1937 został aresztowany przez NKWD. 20 września 1937 skazany przez Kolegium Wojskowe Sądu Najwyższego ZSRR na karę śmierci za „udział w kontrrewolucyjnej organizacji POW”, rozstrzelany tego samego dnia. Skremowany w krematorium na Cmentarzu Dońskim i tam pochowany anonimowo.
Zrehabilitowany 31 marca 1956 przez Kolegium Wojskowe SN ZSRR.